# المخبر (فلم 2019)
المخبر (بالإنجليزية: The Informer) فيلم دراما، وجريمة، واكشن بريطاني للمخرج أندرو دي ستيفانو  عام 2019 عن رواية "ثلاث ثوان" لفريق كتابة روايات الجريمة السويدي "روسلوند / هيلستروم" الصادرة في السويد عام 2009. الفيلم من بطولة جويل كينمان، روزاموند بايك، كومن، آنا دي أرماس، وكليف أوين  وتدور الأحداث حول محكوم سابق يعمل متخفيا عمدًا يُسجن مرة أخرى من أجل التسلل إلى الغوغاء في سجن شديد الحراسة.
صدر الفيلم إلى دور العرض البريطانية في 30 أغسطس 2019.
صدر إلى دور العرض في الولايات المتحدة في 6 نوفمبر 2020.
منح موقع قاعدة بيانات الأفلام على الإنترنت (IMDB) الفيلم درجة 6.6/ 10.
منح موقع قاعدة بيانات الأفلام العربية "السينما.كوم" الفيلم درجة 5.8/ 10.

## طاقم التمثيل
جويل كينمان: في دور بيتر كوسلو
روزاموند بايك: في دور إيريكا ويلكوكس
كومون: في دور إدوارد جرينز
آنا دي أرماس: في دور صوفيا كوسلو
كليف أوين: في دور كيث مونتغمري
سام سبرويل: في دور سلويت
روث برادلي: في دور كات
يوجين ليبينسكي: في دور ريزارد "الجنرال" كليميك
مارتن ماكان: في دور رايلي
ماتيوز كوسيكيفيتش: في دور ستاسزيك كوسيك
ارتورو كاسترو: في دور دانيال جوميز
ماثيو مارش: في دور واردن لينارت
جوانا كاتشينسكا: في دور بياتا كليميك
إدوين دي لا رنتا: في دور سمايلي فيلبس
أيلام اوريان: في دور أندرو دزيدزيتش
كارما ماير: في دور آنا كوسلو
بيتر باركر منساه: في دور الضابط فرانكلين
عبد الأحد باتل: في دور فيرمن 

## أحداث الفيلم
تقوم إيريكا ويلكوكس (روزاموند بايك)، عميلة مكتب التحقيقات الفيدرالي في مدينة نيويورك، بتجنيد بيتر كوسلو (جويل كينمان)، السجين المدان في جريمة قتل أثناء مشاجرة، وإطلاق سراحه في وقت مبكر من السجن بشرط أن يعمل مخبرًا سريًا. يشق كوسلو طريقه إلى منظمة إجرامية بولندية للإيقاع بها وبزعيمها ريسزارد "الجنرال" كليميك (يوجين ليبينسكي). تقوم المنظمة بتهريب كمية كبيرة من الفنتانيل (الأقراص المخدرة) عبر مكتب القنصلية البولندية بهدف تسليمها إلى الجنرال، وهكذا يأتي دور كوسلو الذي يتسلم الأقراص بصحبة أحد أفراد المنظمة، ستاسزيك كوسيك (ماتيوز كوسيكيفيتش)، وتوصيلها إلى مقر المنظمة حيث يتم مهاجمتهم بقوات مكتب التحقيقات الفيدرالي بقيادة العميلة ويلكوكس التي زودت كوسلو بجهاز تنصت ومتابعة. تفشل المحاولة عندما يتلقى ستاسزيك تعليمات بحمل الأقراص إلى مشتري، وتتابع ويلكوكس سيارة كوسلو وستاسزيك. يلتقي الثنائي بالمشتري وهناك يكتشف كوسلو أن المشتري ليس إلا ضابط شرطة يعمل متنكراً ويسارع ستاسزيك بقتل هذا الضابط تحت نظر كوسلو وسمع العميلة ويلكوكس. يمثل كوسلو أمام زعيم المنظمة، الجنرال، الذي يأمره بالعودة إلى السجن لإدارة بيع المخدرات هناك ويهدد بقتل زوجته صوفيا (آنا دي أرماس) وابنته آنا (كارما ماير). تطلب ويلكوكس من كوسلو أن يستمر في العمل كمخبر أثناء سجنه للحصول على قائمة بأسماء المهربين، وفي المقابل سيتم إطلاق سراحه عند الانتهاء.
يبدأ المحقق إدوارد جرينز (كومون) من شرطة نيويورك التحقيق في مقتل الضابط السري ويشتبه في المافيا البولندية، كما يحصل على تسجيلات الكاميرات الأمنية لكوسلو وهو يغادر مكان الحادث وتتبعه سيارة مكتب التحقيقات الفيدرالي وبداخلها ويلكوكس، بينما يكسر كوسلو شروط الإفراج وتقوم الشرطة بالقبض عليه وإيداعه السجن مرة أخرى. يبدأ كوسلو توزيع المخدرات داخل السجن، لكن ضابط السجن الفاسد سلويت (سام سبرويل) الذي يعمل لصالح السجين سمايلي فيلبس (إدوين دي لا رنتا) زعيم عصابة تجارة المخدرات داخل السجن، يحبط نشاطه ويسلمه لسمايلي الذي يشرع في شنقه لولا إعتراف كوسلو أنه مخبر يعمل على القضاء على منافسة الجنرال. تعجز يلكوكس عن مساعدة كوسلو عندما يأمرها رئيسها كيث مونتغمري (كليف أوين) بالتخلص من كوسلو للتغطية على تورط مكتب التحقيقات الفيدرالي في العملية التي أدت إلى مقتل ضابط الشرطة السري. يتصل كوسلو بصوفيا ويطلب منها أن تعطي غرينز التسجيلات الصوتية السرية التي سجلها أثناء حديثه مع ويلكوكس.
يأمر الجنرال بقتل كوسلو داخل السجن، وتقوم عصابة بولندية بمحاولة قتله لكنه يتمكن من إخضاع مهاجمه ويأخذ سلويت كرهينة. في هذه الأثناء، تواجه ويلكوكس صوفيا وتستحوذ على الأشرطة التي تدينها وتدين مكتب التحقيقات الفيدرالي في نيويورك. يتولى مونتغمري قيادة وضع الرهائن، وتحركات كوسلو الذي يستخدم خبرته السابقة كقناص من القوات الخاصة الأمريكية، وينجح في الهروب عندما يغير ملابسه مع سلويت، بعد أن أفقده وعيه، ويظهر للقناصين وكأنه الضابط سلويت مما يتسبب في اطلاق الرصاص على سلويت وهو بملابس السجناء. يتمكن كوسلو من الخروج من السجن محمولاً على سرير الإسعاف والكل يعتقد أنه سلويت، بينما يتمكن الضابط غرينز من إنقاذ صوفيا وآنا. يفتح كوسلو عينيه في سيارة الإسعاف ليجد أن ويلكوكس هي مرافقته وتسمح له بالهروب كعقاب على أفعالها. تواجه ويلكوكس رئيسها مونتغمري وتفضح أمره من خلال جهاز تنصت لتسجيل حواره وهو يهدد بقتل كوسلو للتغطية على أفعاله. تنصح ويلكوكس باختفاء كوسلو لحين إنتهاء تحقيق مكتب التحقيقات الفيدرالي في الفساد.

## إنتاج وإصدار الفيلم
تم الإعلان لأول مرة عن إعداد رواية "ثلاثة ثوان" للسينما في مهرجان كان السينمائي عام 2017. وتم التصوير في استوديوهات باينوود (المملكة المتحدة)، إيفر هيث (المملكة المتحدة)، سجن غلوستر (المملكة المتحدة) وأيضا في بروكلين، نيويورك (الولايات المتحدة) في عام 2017.
حصلت شركة أفلام أفيرون، في سبتمبر 2017، على حقوق التوزيع الأمريكية للفيلم، بينما حصلت وارنر بروذرز على حقوق التوزيع البريطانية للفيلم.
صدر الفيلم في 6 نوفمبر 2020، في الولايات المتحدة بعد أن كان من المقرر إصداره في 17 أغسطس 2018، والذي تم تأجيله حتى 1 فبراير 2019، ثم إلى 22 مارس 2019. ثم تم تأجيله عدة مرات بسبب مشاكل مالية تتعلق بشركة أفيرون. كان التأخير الأول للفيلم بسبب مشاكل مالية حتى 16 أغسطس 2019، قبل أن يتأخر مرة أخرى، إلى 10 يناير 2020، ثم إلى 13 مارس 2020، ثم إلى 31 يوليو 2020، ثم إلى 6 نوفمبر 2020.
قامت شركة "ريد بوكس للترفيه" وشركة "فيرتيكال للترفيه" بتوزيع الفيلم على أقراص (DVD) و بلوراي في الولايات المتحدة في أكشاك "الرد بوكس" في 18 ديسمبر 2020.

## استقبال الفيلم
منح موقع "الطماطم الفاسدة" الفيلم تقييماً مقداره 64% بناءاً على آراء 58 ناقداً سينمائياً، وكتب إجماع نقاد الموقع: "يثبت فيلم "المخبر" أنه تحويل مقبول لعشاق الإثارة الأقل تطلبًا، ولكن تم إعادة تدوير معظم مكوناته من الإدخالات المتفوقة في هذا النوع."
منح موقع "ميتاكريتيك" الفيلم تقييماً مقداره 61% بناءاً على آراء 12 ناقداً سينمائياً.
منح الناقد بيتر برادشو من صحيفة "الجارديان" الفيلم ثلاثة نجوم من أصل خمسة وكتب: "ربما كان من الأفضل أن تكون دراما للعرض على شاشة التلفزيون، لكنها صاخبة ويمكن مشاهدتها، وعالمها يفوح بالسخرية والخوف."
منح تيم روبي من الصحيفة البريطانية اليومية "التليجراف" الفيلم أربع نجوم من أصل خمسة وكتب: "الفيلم هو واحد من أكثر مفاجآت النوع السارة لهذا العام: قبضة محكمة من فيلم جريمة تشويق على غرار فيلم "المغادرون" أو فيلم "البلدة"، حيث يكون كل عنصر أكثر ذكاءً مما تتوقع."
وصف جاي لودج من مجلة "فرايتي" الفيلم بأنه "آلة من النوع جيد التزييت بشكل مدهش"، وقال إنه فيلم "يعرف حدوده ويعمل بشكل مرتب داخله."

## وصلات خارجية
https://elcinema.com/work/2055736 المخبر (فيلم 2019)
https://www.imdb.com/title/tt1833116/ المخبر (فيلم 2019)
https://letterboxd.com/film/the-informer-2019/ المخبر (فيلم 2019)
https://www.blu-ray.com/The-Informer/784452/ المخبر (فيلم 2019)
https://www.filmaffinity.com/us/film843837.html المخبر (فيلم 2019)
https://www.allmovie.com/movie/the-informer-v694328 المخبر (فيلم 2019)
https://www.themoviedb.org/movie/466081-the-informer المخبر (فيلم 2019)
https://www.allocine.fr/film/fichefilm_gen_cfilm=191613.html المخبر (فيلم 2019)
https://www.tcm.com/tcmdb/title/2160803/the-informer#overview المخبر (فيلم 2019)